# Natalia Lacunza Sanabdón
Natalia Lacunza Sanabdón   (Pamplona, 10 de gener de 1999) és una cantant i compositora navarresa que es va fer popular arran de la seva participació en el popular programa de cant de TVE, Operación Triunfo 2018. Abans d'OT, era coneguda artísticament amb el nom d'Eilan Bay, que prové del seu nom llegit del revés i del cognom del seu cantant preferit i un dels màxims referents musicals de l'artista, James Bay.

## Biografia
Abans d'entrar a l'acadèmia d'Operación Triunfo 2018 acabava de començar a estudiar Comunicació Audiovisual a la Universitat de Navarra, però va decidir deixar-ho per tractar de desenvolupar-se en el món musical.
Toca la guitarra, el violí i una mica el piano.
Entre els seus músics preferits podem trobar en James Bay, Amy Winehouse, RY X, Billie Eilish, 6LACK o Rosalía.
Poc abans d'entrar al concurs va crear i produir, amb un grup d'amics, el videoclip d'una cançó pròpia anomenada Don't ask, que va tenir molta repercussió posteriorment.

## Carrera musical

### Operación Triunfo
El juny de 2018 es va presentar als càstings d'Operación Triunfo en la seva desena edició, rebent un passi directe a Sant Sebastià. Mesos després, al setembre del mateix any, va ser anunciada com una de les divuit triades per a entrar en el concurs després de passar totes les fases dels càstings, sent seleccionada com una de les concursants en la primera gala. Finalment, va obtenir el tercer lloc del concurs, en una gala celebrada el desembre de 2018, amb el 29% dels vots. Com a concursant d'OT, el gener de 2019, va ser elegida com a candidata per a representar a Espanya en el Festival de la Cançó d'Eurovisió 2019 amb les cançons «La clave», en solitari i «Nadie se salva», al costat de Miki Núñez, quedant-se finalment sense ser seleccionada.
El febrer de 2019 va començar la gira musical d'OT2018, que va finalitzar a Cadis a l'agost del mateix any, comprenent 13 concerts i reunint més de 120.000 espectadors.

### 2019-2021: Otras Alas i EP2
Després del seu pas pel concurs musical, Lacunza va començar a treballar en la seva carrera en solitari. El 2019, va signar un contracte amb Universal Music pel llançament d'un EP. Al juny va llançar el seu senzill debut, «Nana triste» en col·laboració amb Guitarricadelafuente, que va obtenir bones crítiques per part de la crítica especialitzada i va ser certificat amb disc de platí pels Productors de Música d'Espanya(PROMUSICAE). Poc després va llançar l'EP titulat Otras Alas, que es va col·locar al primer lloc de vendes musicals a Espanya i va ser certificat amb disc d'or per PROMUSICAE. L'EP està compost de set cançons, totes en solitari, excepte la seva col·laboració amb Guitarricadelafuente i una altra amb Marem Ladson.
| Títol de la cançó                       | Durada | Escrita per                                                          | Produida per                      |
| --------------------------------------- | ------ | -------------------------------------------------------------------- | --------------------------------- |
| 1. nada                                 | 0:56   | Mateus Magalhaes de Seabra Natalia Lacunza Rodrigo Silvério de Carmo | Stego Redmojo                     |
| 2. tarántula                            | 3:09   | ODDLIQUOR Marcos Terrones Natalia Lacunza                            | ODDLIQUOR                         |
| 3. gata negra                           | 3:23   | Miguel Barros Natalia Lacunza                                        | Pional                            |
| 4. otras alas ft. Marem Ladson          | 2:55   | Marem Ladson Natalia Lacunza                                         | René Sansó                        |
| 5. no te veo                            | 3:41   | Gabi Fernández Juancho Marqués Natalia Lacunza Vic Mirallas          | Gabi Fernández Vic Mirallas       |
| 6. Olivia                               | 3:08   | Anxo Rodriguez Ferreira Christian Senra Natalia Lacunza              | Sen Senra Anxo Rodriguez Ferreira |
| 7. nana triste ft. Guitarricadelafuente | 3:07   | Natalia Lacunza Álvaro Lafuente                                      | Raul Perez                        |

El febrer de 2020 va col·laborar amb el cantant i actor Pol Granch en la cançó «En llamas», que va entrar al top 100 de cançons més venudes d'Espanya. Un mes després va llançar el seu segon EP titulat EP2, el qual també va estar compost per set cançons i va suposar una continuació al seu primer EP. A la fi del mateix any va participar en el segon àlbum de la cantant Aitana, 11 razones, en la cançó «Cuando te fuiste», un tema garage pop que mesos després va estrenar videoclip en la plataforma Youtube, i va aconseguir la posició 30 al top 100 de vendes de cançons d'Espanya.
| Títol de la cançó              | Durada | Escrita per                                                          | Produïda per           |
| ------------------------------ | ------ | -------------------------------------------------------------------- | ---------------------- |
| 1. algo duele más ft. BRONQUIO | 2:50   | Natalia Lacunza Santiago Gonzalo Dopico                              | BRONQUIO               |
| 2. a otro lado                 | 3:03   | Leticia Sala Natalia Lacunza Pablo Martinez Pau Riutort              | Pau Riutort Fake Guido |
| 3. boys                        | 2:36   | Adrià Domenech Marwan Abu-Tahoun Recio Natalia Lacunza Victoria Riba | InnerCut               |
| 4. ya te vas                   | 3:03   | Carlos René Echanique Natalia Lacunza                                | Carlos René            |
| 5. dile                        | 2:24   | Carlos René Echanique Luis Sansó Gil Natalia Lacunza                 | Carlos René            |
| 6. olvídate de mí              | 2:58   | Carlos René Ecanique Luis Sansó Gil Natalia Lacunza                  | Carlos René            |
| 7. llueve ft. mori             | 3:16   | Martín Moreno Rivera Natalia Lacunza                                 | mori                   |

El 2021 va donar veu a la capçalera de la sèrie d'Amazon Prime Video El Internado: Las Cumbres amb el tema «Corre». Aquest mateix any va anunciar que estava treballant en un pròxim disc, sent el seu primer àlbum d'estudi. Més endavant aquest mateix any, va estrenar els senzills principals del mateix titulats «Cuestión de Suerte», que va aconseguir el lloc 19 a Espanya, i «Todo lamento». També aquest any, va participar en el disc de Leiva titulat Cuando te muerdes el labio, amb la cançó «Premio de consolación».

### 2022-present: Àlbum debut iDURO
El 10 de juny de 2022 publica el seu primer àlbum d'estudi Tiene que ser para mí, entrant a la llista de vendes PROMUSICAE en el número 5 dels àlbums més venuts a Espanya.
| Títol de la cançó                 | Durada | Escrita per                                                                             | Produïda per         |
| --------------------------------- | ------ | --------------------------------------------------------------------------------------- | -------------------- |
| 1.Tiene Que Ser Para Mí           | 3:10   | Natalia Lacunza Pau Riutort Sergio Nicolas Hernando                                     | Pau Riutort          |
| 2. Todo Lamento                   | 2.35   | Carlos Ernesto Ayala Valdez Daniela Spalla Natalia Lacunza Pau Riutort                  | Pau Riutort          |
| 3. No Me Querías Tanto            | 3:07   | Natalia Lacunza Pau Riutort                                                             | Pau Riutort          |
| 4. Muchas Cosas                   | 2:31   | Natalia Lacunza Pau Riutort                                                             | Pau Riutort          |
| 5. Mi Sitio                       | 3:03   | Natalia Lacunza Pau Riutort Teresa Gutiérrez Estefanía Víctor Miguel Hernández Martínez | Pau Riutort          |
| 6. Tiempo Atrás                   | 2:48   | Carlos Ernesto Ayala Valdez Natalia Lacunza Pau Riutort Silvana Estrada                 | Pau Riutort          |
| 7. El Círculo                     | 2:48   | Alejandro Lamas Vazquez Natalia Lacunza Pablo Lugilde Yáñez Pau Riutort                 | Pau Riutort LOWLIGHT |
| 8. Cuestión De Suerte             | 3:17   | Adrià Domenech Natalia Lacunza Pau Riutort                                              | Pau Riutort InnerCut |
| 9. Medicina                       | 2:49   | Natalia Lacunza Pau Riutort Teresa Gutiérrez Estefanía                                  | Pau Riutort          |
| 10. Mejor Que Yo                  | 3:31   | Natalia Lacunza Pau Riutort Teresa Gutiérrez Estefanía                                  | Pau Riutort          |
| 11. Todo Va A Cambiar ft. Karma C | 2:27   | Nacho Portichuelo Ochoa Natalia Lacunza Pau Riutort                                     | Pau Riutort          |
| 12. Cartas De Amor ft. RUPTURA    | 3:01   | Jesús Perea José Antonio Hurtado                                                        | Pau Riutort RUPTURA  |

El setembre de 2023, Lacunza publica un nou EP de 5 cançons, DURO. A més, ha anunciat també una aturada temporal de nous llançaments i de concerts, després de tres anys continuats de gira. La cantant va acabar la seva gira a la sala La Riviera de Madrid amb sold out de les entrades.
| Títol de la cançó | Durada | Escrita per                                                     | Produïda per                   |
| ----------------- | ------ | --------------------------------------------------------------- | ------------------------------ |
| 1. Intro (DURO)   | 2:11   | Camilo Velez María Vertiz Natalia Lacunza Pau Riutort           | María Vertiz Pau Riutort       |
| 2. P.D.P          | 2.35   | Natalia Lacunza Pau Riutort                                     | DRUMMIE Pau Riutort            |
| 3. LA PRÓXIMA     | 2:52   | Natalia Lacunza Pau Riutort                                     | DRUMMIE Pau Riutort            |
| 4. Nunca Llega 05 | 2:39   | Natalia Lacunza Pau Riutort                                     | Pau Riutort                    |
| 5. VERDADERO      | 2:34   | Kerstin Ljungstörm Natalia Lacunza Olivia Merilahti Pau Riutort | Kerstin Ljungstörm Pau Riutort |

## Discografia
Des de 2019, Natalia Lacunza ha publicat la següent discografia:

### Àlbums
- Tiene Que Ser Para Mí (2022)

### EP
- Otras Alas (2019)
- EP2 (2020)
- Duro (2023)

### Àlbums en directe
- En Casa (2020)

### Senzills
- Nana Triste (2019)
- Tarántula (2019)
- Olvídate de Mí (2020)
- Algo Duele Más (2020)
- A Otro Lado (2020)
- Nuestro Nombre (2020)
- Corre (Cançó Original per a la sèrie "El Internado: Las Cumbres") (2021)
- Cuestión De Suerte (2021)
- Todo Lamento (2021)
- Muchas Cosas (2021)
- Intro (DURO) (2023)
- Nunca Llega 05 (2023)
- Verdadero (2023)

### Col·laboracions
- Nana Triste (amb Guitarricadelafuente) (2019)
- Otras Alas (amb Marem Ladson) (2019)
- Llueve (amb Mori) (2020)
- En Llamas (amb Pol Granch) (2020)
- Modo Avión (amb Cariño) (2020)
- ENFANCE 80 (amb VIDEOCLUB) (2020)
- si volvemos a querernos (amb Chill Chicos) (2020)
- No estás (amb Maria Blaya) (2021)
- Quiero Dormir Contigo (amb trashi) (2021)
- Fuera de Tiempo (amb InnerCut i Ghouljaboy) (2021)
- Todo Va A Cambiar (amb Karma C) (2022)
- Pensar en Ti (amb Ganges) (2022)
- No Me Querías Tanto (PERARNAU IV, Zahara Remix) (amb Zahara i PERARNAU IV) (2022)
- qué voy a hacer (amb shego) (2023)
- Me He Pillao x Ti (amb Ana Mena) (2023)
- Connie Nikas (feat. Natalia Lacunza) (amb L'haine) (2023)
- Assim Assim (amb Cláudia Pascoal) (2023)
- Siberia (amb Nickzzy) (2023)